# Baskouré (departamento)
Baskouré es un departamento de la provincia de Kouritenga, en la región Centro-Este, Burkina Faso. A 1 de julio de 2018 tenía una población estimada de 16 600 habitantes.
Se encuentra ubicado cerca del río Volta Blanco y de la frontera con Ghana y Togo.